# Вооружённые силы Боснии и Герцеговины
Вооружённые силы Боснии и Герцеговины (босн. и хорв. Oružane snage Bosne i Hercegovine, серб. Оружане снаге Босне и Херцеговине) — совокупность войск Боснии и Герцеговины, предназначенных для защиты независимости и территориальной целостности государства. Включают в себя сухопутный и военно-воздушный компоненты.

## История
Вооружённые силы Боснии и Герцеговины были образованы в 2005 году на основе Армии Федерации Боснии и Герцеговины и Армии Республики Сербской. Этому предшествовало слияние в 1995 году Армии Республики Босния и Герцеговина и вооружённых сил Хорватского вече обороны, в соответствии с решениями, принятыми Дейтонским соглашением.

## Общие сведения
Вооружённые силы Боснии и Герцеговины насчитывают 16 000 человек. Из них 10 000 профессиональных военных, 5 000 резервистов и 1 000 гражданских лиц. Армия комплектуется по национальному принципу из расчёта: a) боснийцы 45,9 %, б) сербы 33,6 %, в) хорваты 19,8 %, г) прочие 0,7 %.

## Организационная структура
Объединённый штаб ВС БиГ, Сараево

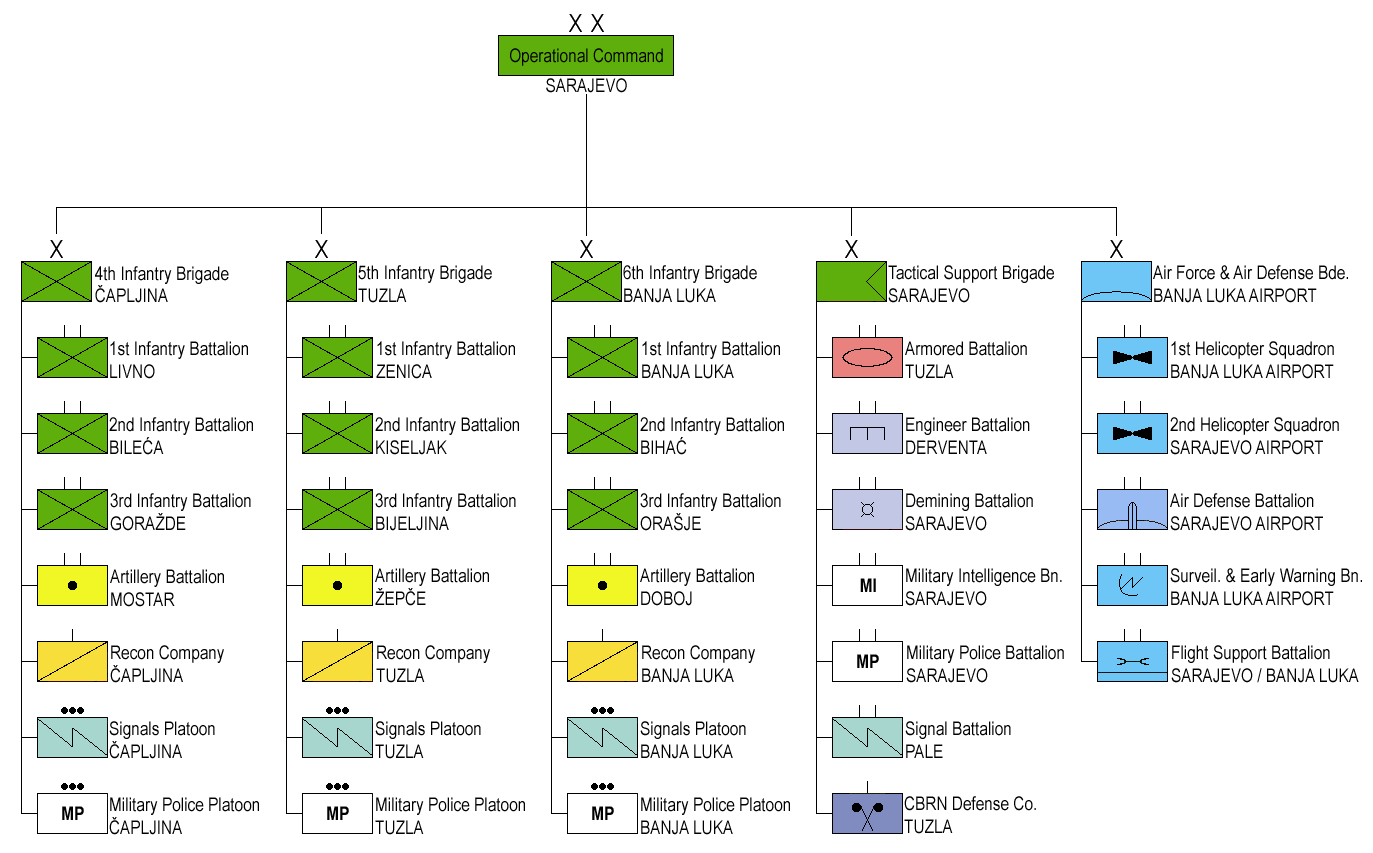

- Оперативное командование ВС БиГ, Сараево[1]
  - 4-я пехотная бригада, Чаплина[1]
    - 1-й пехотный батальон, Ливно (хорваты)
    - 2-й пехотный батальон, Билеча (сербы)
    - 3-й пехотный батальон, Горажде (босняки)
    - Артиллерийский дивизион (Мостар)
    - Разведывательная рота, Чаплина
    - Взвод связи, Чаплина
    - Взвод военной полиции, Чаплина

  - 5-я пехотная бригада, Тузла[1]
    - 1-й пехотный батальон, Зеница (босняки)
    - 2-й пехотный батальон, Киселяк (хорваты)
    - 3-й пехотный батальон, Биелина (сербы)
    - Артиллерийский дивизион, Жепче
    - Разведывательная рота, Тузла
    - Взвод связи, Тузла
    - Взвод военной полиции, Тузла

  - 6-я пехотная бригада, Баня-Лука[1]
    - 1-й пехотный батальон, Баня-Лука (сербы)
    - 2-й пехотный батальон, Бихач (босняки)
    - 3-й пехотный батальон, Орашье (хорваты)
    - Артиллерийский дивизион, Добой
    - Разведывательная рота, Баня-Лука
    - Взвод связи, Баня-Лука
    - Взвод военной полиции, Баня-Лука

  - Бригада ВВС и ПВО, Баня-Лука[1]
    - Командование бригады (босн. Komanda brigade, серб. Команда бригаде), Баня-Лука
    - 1-я вертолётная эскадрилья (босн. 1. Helikopterski skadron, серб. 1. хеликоптерски сквадрон), Баня-Лука
    - 2-я вертолётная эскадрилья (босн. 2. Helikopterski skadron, серб. 2. хеликоптерски сквадрон), Сараево
    - Батальон ПВО (босн. Bataljon protivzračne odbrane, серб. Батаљон противваздушне одбране), Сараево
    - Батальон раннего предупреждения и наблюдения (босн. Bataljon zračnog osmatranja i javljanja, серб. Батаљон ваздушног осматрања и јављања), Баня-Лука
    - Батальон воздушной поддержки (босн. Bataljon letačke podrške, серб. Батаљон летачке подршке), Сараево

  - Бригада тактической поддержки, Сараево[1]
    - Бронетанковый батальон, Тузла
    - Инженерный батальон, Дервента
    - Батальон военной разведки, Сараево
    - Батальон военной полиции, Сараево
    - Батальон по разминированию, Сараево
    - Батальон связи, Пале
    - Рота РХБЗ, Тузла
- Командование поддержки ВС БиГ, Баня-Лука[1]
  - Командование управления персоналом, Баня-Лука[1]
  - Командование материально-технического обеспечения, Добой[1]
  - Командование обучения и доктрины, Травник[1]

## Виды вооружённых сил

### Сухопутные войска

#### Организационная структура
Объединённый штаб ВС БиГ, Сараево
- Оперативное командование ВС БиГ, Сараево[1]
  - 4-я пехотная бригада, Чаплина[1]
  - 5-я пехотная бригада, Тузла[1]
  - 6-я пехотная бригада, Баня-Лука[1]
  - Бригада тактической поддержки, Сараево[1]
- Командование поддержки ВС БиГ, Баня-Лука[1]
  - Командование управления персоналом, Баня-Лука[1]
  - Командование материально-технического обеспечения, Добой[1]
  - Командование обучения и доктрины, Травник[1]

### Авиация и противовоздушная оборона
Бригада ВВС и ПВО Боснии и Герцеговины, в настоящее время состоит из штаба, двух вертолётных эскадрилий, дивизиона противовоздушной обороны, батальона воздушного слежения и обнаружения и батальона авиационной поддержки.
В настоящее время ВВС и ПВО Республики Босния и Герцеговина находятся в процессе реформирования, как вид вооружённых сил федеративного государства.

#### Пункты базирования
- Авиабаза Сараево
- Авиабаза Баня-Лука
- Авиабаза Тузла

## Рода войск
Вооружённые силы Боснии и Герцеговины состоят из следующих родов войск:
- Пехота
- Артиллерия
- Ракетно-артиллерийские войска противовоздушной обороны
- Броне-механизированные войска
- Авиация
- Инженерные войска
- Войска связи
- Войска атомной, биологической и химической защиты
- Войска электронной разведки и противоэлектронной защиты
- Войска воздушного наблюдения и обнаружения
- Военная разведка

## Знаки различия

### Генералы и офицеры
| Категории               | Генералы          | Генералы          | Генералы         | Старшие офицеры | Старшие офицеры | Старшие офицеры | Младшие офицеры | Младшие офицеры | Младшие офицеры   |
| ----------------------- | ----------------- | ----------------- | ---------------- | --------------- | --------------- | --------------- | --------------- | --------------- | ----------------- |
|                         |                   |                   |                  |                 |                 |                 |                 |                 |                   |
| Боснийское звание       | General-pukovnik  | General-major     | Brigadni general | Pukovnik        | Podpukovnik     | Major           | Kapetan         | Poručnik        | Potporučnik       |
| Российское соответствие | Генерал-полковник | Генерал-лейтенант | Генерал-майор    | Полковник       | Подполковник    | Майор           | Капитан         | Лейтенант       | Младший лейтенант |

### Сержанты и рядовые
| Категории               | Подофицеры        | Подофицеры    | Подофицеры        | Сержанты и старшины | Сержанты и старшины | Сержанты и старшины | Солдаты         | Солдаты |
| ----------------------- | ----------------- | ------------- | ----------------- | ------------------- | ------------------- | ------------------- | --------------- | ------- |
|                         |                   |               |                   |                     |                     |                     |                 |         |
| Боснийское звание       | Glavni narednik   | Viši narednik | Narednik 1. klase | Štabni narednik     | Narednik            | Kaplar              | Vojnik 1. klase | Vojnik  |
| Российское соответствие | Старший прапорщик | Прапорщик     | Старшина          | Старший сержант     | Сержант             | Младший сержант     | Ефрейтор        | Рядовой |